# Mallebrok
Mallebrok indgår i den danske oversættelse af den første linje i den franske soldatersang "Malbrough s'en va-t-en guerre" fra det 18. århundrede: "Mallebrok i krigen drager". Ligeledes optræder han i børnerimet "Mallebrok er død i krigen" (der er indspillet under titlen "Major Brack" på pladen Rackbag af den svensk-norske folkemusikgruppe Folk och rackare).
Det har været diskuteret hvorvidt Malbrouck faktisk var hertugen af Marlborough (f.eks. i Lademanns leksikon og Gyldendals Leksikon). Sangen stammer efter al sandsynlighed fra en franskmand og er skrevet efter slaget ved Malplaquet i 1709. Senere dukker den i Frankrig op med titlen "Marlbrough s'en va-t-en guerre".
Sangen kendes dog også under den engelske titel "For he's a jolly good fellow". Der er mindre forskelle i melodierne på den franske, den engelske og den danske version af sangen om Mallebrok. Der findes versioner med og uden det refræn, der i den danske børnesang er omdigtet til "filiongongong og tingelingeling".

## Mallebrok på andre sprog
| Original fransk | Spansk | Tysk | Engelsk |  |
| Marlbrough s'en va-t-en guerre, mironton, mironton, mirontaine, Marlbrough s'en va-t-en guerre, Ne sait quand reviendra. Il reviendra-z-à Pâques, mironton, mironton, mirontaine, Il reviendra-z-à Pâques, ou à la Trinité. La Trinité se passe, mironton, mironton, mirontaine, la Trinité se passe, Marlbrough ne revient pas. Madame à sa tour monte, mironton, mironton, mirontaine, Madame à sa tour monte si haut qu'elle peut monter. Elle voit venir son page, mironton, mironton, mirontaine, elle voit venir son page, tout de noir habillé. Beau page, mon beau page, mironton, mironton, mirontaine, beau page, mon beau page, quelles nouvelles apportez? Aux nouvelles que j'apporte, mironton, mironton, mirontaine, aux nouvelles que j'apporte, vos beaux yeux vont pleurer! Quittez vos habits roses, mironton, mironton, mirontaine, quittez vos habits roses, et vos satins brodés! Monsieur Marlbrough est mort. mironton, mironton, mirontaine, Monsieur Marlbrough est mort. Est mort et enterré. Je l'ai vu porter en terre, mironton, mironton, mirontaine, Je l'ai vu porter en terre, par quatre-z-officiers. L'un portait sa cuirasse mironton, mironton, mirontaine, l'un portait sa cuirasse l'autre son bouclier. L'autre portait son grand sabre, mironton, mironton, mirontaine, L'autre portait son grand sabre, et l'autre ne portait rien. On planta sur sa tombe mironton, mironton, mirontaine, on planta sur sa tombe un beau rosier fleuri. La cérémonie faite, mironton, mironton, mirontaine, la cérémonie faite chacun s'en fut coucher... | Mambrú se fue a la guerra, ¡qué dolor, qué dolor, qué pena!, Mambrú se fue a la guerra, no sé cuándo vendrá. Do-re-mi, do-re-fa, no sé cuándo vendrá. Si vendrá por la Pascua, ¡qué dolor, qué dolor, qué gracia!, si vendrá por la Pascua, o por la Trinidad. Do-re-mi, do-re-fa, o por la Trinidad. La Trinidad se pasa, ¡qué dolor, qué dolor, qué guasa!, la Trinidad se pasa Mambrú no viene ya. Do-re-mi, do-re-fa, Mambrú no viene ya. Por allí viene un paje, ¡qué dolor, qué dolor, qué traje!, por allí viene un paje, ¿qué noticias traerá? Do-re-mi, do-re-fa, ¿qué noticias traerá? Las noticias que traigo, ¡del dolor, del dolor me caigo! las noticias que traigo son tristes de contar, Do-re-mi, do-re-fa, son tristes de contar. Que Mambrú ya se ha muerto, ¡qué dolor, qué dolor, qué entuerto!, que Mambrú ya se ha muerto, lo llevan a enterrar. Do-re-mi, do-re-fa, lo llevan a enterrar. En caja de terciopelo, ¡qué dolor, qué dolor, qué duelo!, en caja de terciopelo, y tapa de cristal. Do-re-mi, do-re-fa, y tapa de cristal. Y detrás de la tumba, ¡qué dolor, qué dolor, qué turba!, y detrás de la tumba, tres pajaritos van. Do-re-mi, do-re-fa, tres pajaritos van. Cantando el pío-pío, ¡qué dolor, qué dolor, qué trío!, cantando el pío-pío, cantando el pío-pa. Do-re-mi, do-re-fa, cantando el pío-pa. | Marlbrough zieht aus zum Kriege, Die Fahne läßt er wehn; Da reicht zum Kampf und Siege Die Hand ihm Prinz Eugen. Sie mustern ihre Truppen Bei Höchstädt auf dem Plan: "Gut stehn im Brett die Puppen, Frisch auf, wir greifen an." Und wie sie mit dem Haufen Dem Feind entgegen ziehn, Da kommt gejagt mit Schnaufen Ein Hofkurier aus Wien. Er springt in buntem Staate Vom Roß und neigt sich tief: "Vom hohen Kriegshofrate, Durchlaucht'ger, hier ein Brief!" Der kleine Kapuziner Schiebt in die Brust ihn sacht: "Der Herrn ergebner Diener, Das les' ich nach der Schlacht. Jetzt ist kein Zaudern nütze, Jetzt heißt es dran und drauf! Schon spielen die Geschütze Tallards zum Kampf uns auf. Er wirft sich auf die Franzen, Marlbrough bleibt nicht zurück; Bei Höchstädt an den Schanzen Das ward ihr Meisterstück. Wohl krachts von Wall und Turme, Wohl sinken Roß und Mann, Doch vorwärts geht's im Sturme, Die Feldherrn hoch voran. Im dichten Kugelregen, Den Degen in der Hand, Erklimmen sie verwegen Des Lagers steilen Rand. Da packt den Feind ein Grausen, Da weicht er fern und nah, Und hinter ihm mit Brausen Ertönt's: "Viktoria!" Und wie des Kaisers Reiter Nachrasseln Stoß auf Stoß, Da frommt kein Haltruf weiter, Geworfen ist das Los. Ersiegte Fahnen prangen Zweihundert an der Zahl, Man bringt daher gefangen, Tallard, den General. Doch abends als die Flaschen, Im Kreis ums Feuer gehn, Da zieht aus seiner Taschen Sein Brieflein Prinz Eugen. Studiert's und reicht's dem Briten, Der blickt hinein und lacht: "Parbleu! die Herrn verbitten In Wien sich jede Schlacht. Nur kurze Retirade Sauvier'uns meint der Wisch: Erlesner Senf! Nur schade, Für diesmal Senf nach Tisch!" | Marlbrook the Prince of Commanders Is gone to war in Flanders, His fame is like Alexander's, But when will he ever come home? Mironton, mironton, mirontaine. Perhaps at Trinity Feast, or Perhaps he may come at Easter, Egad! he had better make haste or We fear he may never come home. Mironton etc. For Trinity Feast is over, And has brought no news from Dover, And Easter is pass'd moreover, And Malbrook still delays. Milady in her watch-tower Spends many a pensive hour, Not knowing why or how her Dear lord from England stays. While sitting quite forlorn in That tower, she spies returning A page clad in deep mourning, With fainting steps and slow. "O page, prithee come faster! What news do you bring of your master? I fear there is some disaster, Your looks are so full of woe." "The news I bring fair lady," With sorrowful accent said he, "Is one you are not ready So soon, alas! to hear. "But since to speak I'm hurried," Added this page, quite flurried, "Malbrook is dead and buried!" And here he shed a tear. "He's dead! He's dead as a herring! For I beheld his berring, And four officers transferring His corpse away from the field. "One officer carried his sabre, And he carried it not without labour, Much envying his next neighbour, Who only bore a shield. "The third was helmet bearer - That helmet which in its wearer Fill'd all who saw it with terror, And cover'd a hero's brains. "Now, having got so far, I Find that – by the Lord Harry!- The fourth is left nothing to carry.- So there the thing remains." Mironton, mironton, mirontaine. |  |